# 井土谷站

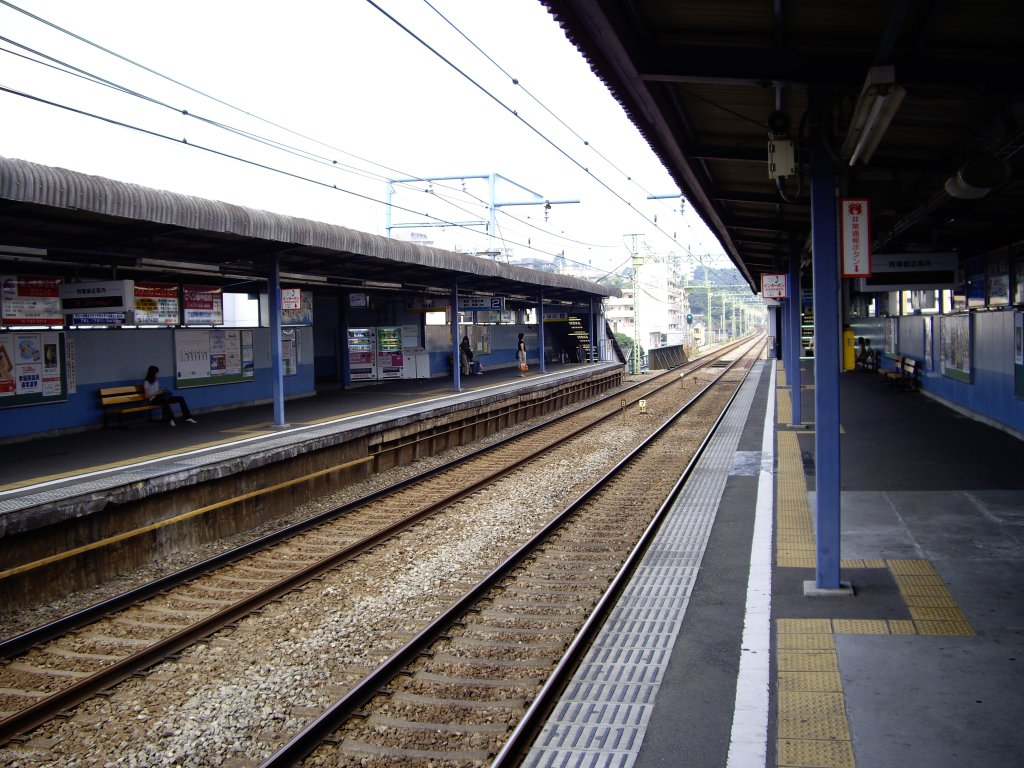
月台

井土谷站（日语：／ Idogaya eki */?）位於日本神奈川縣橫濱市南區井土谷中町，是屬於京濱急行電鐵本線的鐵路車站。車站編號是KK42。

## 年表
- 1930年（昭和5年）4月1日 - 車站啟用。
- 1971年（昭和46年）2月 - 早晨尖峰時刻上行急行開始增停本站。
- 1978年（昭和53年）1月 - 上行月台有效長度延伸至八輛編組。
- 1987年（昭和62年）12月 - 下行月台有效長度延伸至八輛編組。急行在平日早晨傍晚下行、周六日早晨上行與傍晚下行停靠本站與鄰站弘明寺站。
- 1999年（平成11年）7月31日 - 改點，廢止京急蒲田 - 新逗子間的急行。
- 2009年（平成21年）9月 - 設施改良工程動工。上下線月台增設電梯與多功能廁所，2010年4月完工。
- 2010年（平成22年）5月16日 - 改點，成為新設的機場急行停靠站。
- 2015年（平成27年）3月18日 - 導入進站音樂。

## 車站結構
車站月台配置為側式月台，同時設置2條路軌。站體位於堤上，剪票口位於本線下。站內設有認可保育園「京急KIDS LAND井土谷站」。
付費區內有兩條通道，其中弘明寺側的通道有電扶梯通往月台。

### 月台配置
| 月台 | 路線 | 方向 | 目的地                                 |
| ---- | ---- | ---- | -------------------------------------- |
| 1    | 本線 | 下行 | 上大岡、橫須賀中央、浦賀、三浦海岸方向 |
| 2    | 本線 | 上行 | 橫濱、京急川崎、品川、新橋方向         |

### 進站音樂
2015年3月18日起，本站選擇與井土谷有淵源的音樂團體決明子的樂曲 《櫻花》作為進站音樂。1號線使用副歌後半部，2號線使用副歌前半部。

## 使用情況
2016年度1日平均上下車人次為28,579人，京急線全部72個車站當中排行第21位。
近年1日平均上下車人次與上車人次的推移如下表。
| 年度               | 1日平均 上下車人次 | 1日平均 上車人次 | 來源     |
| ------------------ | ------------------ | ---------------- | -------- |
| 1980年（昭和55年） |                    | 12,877           |          |
| 1981年（昭和56年） |                    | 12,942           |          |
| 1982年（昭和57年） |                    | 13,337           |          |
| 1983年（昭和58年） |                    | 13,492           |          |
| 1984年（昭和59年） |                    | 13,474           |          |
| 1985年（昭和60年） |                    | 13,622           |          |
| 1986年（昭和61年） |                    | 13,833           |          |
| 1987年（昭和62年） |                    | 13,757           |          |
| 1988年（昭和63年） |                    | 14,038           |          |
| 1989年（平成元年） |                    | 14,110           |          |
| 1990年（平成02年） |                    | 14,310           |          |
| 1991年（平成03年） |                    | 14,290           |          |
| 1992年（平成04年） |                    | 14,422           |          |
| 1993年（平成05年） |                    | 14,266           |          |
| 1994年（平成06年） |                    | 14,112           |          |
| 1995年（平成07年） |                    | 13,850           | [ * 1 ]  |
| 1996年（平成08年） |                    | 13,458           |          |
| 1997年（平成09年） |                    | 13,036           |          |
| 1998年（平成10年） |                    | 12,983           | [ * 2 ]  |
| 1999年（平成11年） |                    | 12,890           | [ * 3 ]  |
| 2000年（平成12年） | 25,952             | 12,836           | [ * 3 ]  |
| 2001年（平成13年） | 26,068             | 12,857           | [ * 4 ]  |
| 2002年（平成14年） | 25,964             | 12,802           | [ * 5 ]  |
| 2003年（平成15年） | 26,742             | 13,096           | [ * 6 ]  |
| 2004年（平成16年） | 27,082             | 13,271           | [ * 7 ]  |
| 2005年（平成17年） | 27,140             | 13,311           | [ * 8 ]  |
| 2006年（平成18年） | 27,108             | 13,293           | [ * 9 ]  |
| 2007年（平成19年） | 26,993             | 13,296           | [ * 10 ] |
| 2008年（平成20年） | 26,968             | 13,302           | [ * 11 ] |
| 2009年（平成21年） | 26,900             | 13,286           | [ * 12 ] |
| 2010年（平成22年） | 26,837             | 13,265           | [ * 13 ] |
| 2011年（平成23年） | 26,611             | 13,142           | [ * 14 ] |
| 2012年（平成24年） | 27,082             | 13,370           | [ * 15 ] |
| 2013年（平成25年） | 27,836             | 13,714           | [ * 16 ] |
| 2014年（平成26年） | 27,703             | 13,636           | [ * 17 ] |
| 2015年（平成27年） | 28,257             | 13,890           | [ * 18 ] |
| 2016年（平成28年） | 28,579             |                  |          |

## 車站周邊
車站周邊的町名為井土谷上町、井土谷下町、井土谷中町，是悠久的住宅區，幹道旁多公寓。神奈川縣道218號彌生台櫻木町線（平戶櫻木道路）旁商店林立。

### 公共設施
- 橫濱市立井土谷小學校
- 南警察署（日语：南警察署 (神奈川県)）井土谷交番
  - 橫濱市南消防署
- 橫濱南郵便局（日语：横浜南郵便局）
  - 郵貯銀行橫濱南店
- 橫濱永田郵便局

### 商業設施
- 神奈川銀行（日语：神奈川銀行）井土ヶ谷支店
- 丸悅（日语：マルエツ）井土ヶ谷店
- SUMMIT井土ヶ谷店
- Hac Drug井土ヶ谷駅前店

### 巴士路線
站前道路有井土谷站前巴士站，步行3分的平戶櫻木道路上有井土谷巴士站。以下路線由橫濱市營巴士與神奈川中央交通運行。

#### 井土谷站前
- 9：往橫濱站前、往藤棚、往保土谷站東口 / 往磯子車庫（日语：横浜市営バス磯子営業所）前、往瀧頭
- 11：往保土谷站東口 / 往櫻木町站
- 79：往平和台折返場 / 往日本大通站縣廳前、往關內站北口

#### 井土谷
- 9 - 往磯子車庫前、往瀧頭
- 11 - 往保土谷站東口 / 往櫻木町站
- 79 - 往平和台折返場 / 往日本大通站縣廳前、往關內站北口
- 橫43、橫44 - 往橫濱站東口 / 往戶塚站東口
- 戶03、東06 - 往縣廳入口
- 戶01 - 往戶塚站東口 / 往井土谷下町
- 井10 - 往兒童醫療中心 / 往井土谷下町
- 井11 - 往南永田團地 / 往井土谷下町
- 井12 - 往橫濱公園城（横浜パークタウン） / 往井土谷下町
- 東01 - 往東戶塚站東口 / 往井土谷下町
- 井14 - 往不動坂
- 206 - 往東戶塚站

## 相鄰車站
京濱急行電鐵
 本線
□早晨翼號、□京急翼號、■快特、■快特（金澤文庫站以南為特急）、■特急
通過
■機場急行
日出町（KK39）－井土谷（KK42）－弘明寺（KK43）
■普通
南太田（KK41）－井土谷（KK42）－弘明寺（KK43）

## 外部連結
- 井土谷站（各站資訊） - 京濱急行電鐵